# …aby bylo přímo veselo
…aby bylo přímo veselo (1994) je album Zdeňka Svěráka a Jaroslava Uhlíře. Obsahuje celkem šestnáct písní, které umělci nazpívali se sborem Sedmihlásek Praha. Píseň Voda, voděnka nazpívala Hana Ulrychová. Mezi nimi je například píseň „Ta naše hospoda“. Obě byly použity v pohádce S čerty nejsou žerty.
Album bylo vydáno nejprve v roce 1994 a poté opětovně roku 2005.

## Skladby
1. Prázdniny u babičky
2. Když jsem já šel do lidušky
3. Pan doktor Janoušek
4. Komíny
5. Barbora píše z tábora
6. Vzpomínka na Ježka
7. Ořech v medu
8. Dědečku neskuhrej
9. Když se zamiluje kůň
10. Skálo, skálo, skálo
11. Oči a oka
12. Ta naše hospoda
13. Národy, mějte se rády
14. Když byla maminka dívčinou
15. Voda, voděnka
16. Jaro dělá pokusy